# Journal of the American Chemical Society
Journal of the American Chemical Society (abreviatura J. Am. Chem. Soc.), coneguda com a JACS, és la més important revista científica dedicada a la química en general. Fundada el 1879, és la revista insígnia de la Societat Química Americana. Aquesta revista està dedicada a la publicació de treballs d'investigació fonamental i publica aproximadament 19 000 pàgines d'articles, comunicacions i perspectives per any. Es publica setmanalment en anglès, el 2014 el seu factor d'impacte fou 12,113 i amb 462 510 citacions el 2014 és la revista dedicada a la química amb més citacions.